# Mads Thychosen
Mads Døhr Thychosen (* 27. Juni 1997 in Vejle) ist ein dänischer Fußballspieler. Er steht beim AIK Solna unter Vertrag und gehört zum Kader der dänischen Nachwuchsnationalmannschaften.

## Karriere

### Verein
Mads Thychosen trat in seiner Kindheit den Jugendmannschaften von Vejle BK bei und gab am 6. Oktober 2013 als A-Jugendlicher beim 2:0-Sieg am elften Spieltag der 1. Division (zweite dänische Liga) gegen Hvidovre IF sein Debüt im Herrenbereich. Er kam in dieser Saison für die erste Mannschaft zu zwei Punktspieleinsätzen und wechselte im August 2014 in die Jugendakademie des FC Midtjylland. Am 25. Oktober 2015 absolvierte Thychosen bei der 1:2-Auswärtsniederlage am 13. Spieltag der Superliga-Spielzeit 2015/16 gegen Brøndby IF sein Debüt für die erste Mannschaft des FC Midtjylland. Es war sein einziger Einsatz in dieser Saison, in der die Mannschaft aus Herning den dritten Tabellenplatz belegte. Eine Saison später qualifizierte sich der FC Midtjylland für die Meisterrunde und belegte dort den vierten Platz. Im Sommer 2017 wechselte Thychosen für ein halbes Jahr leihweise zum AC Horsens. Nach seiner Rückkehr zum FC Midtjylland verlängerte der Verein seinen Vertrag bis 2021. 2018 gewann der Verein die Meisterschaft, im Jahr darauf den Pokal. Thychosen ging nach diesem Erfolg 2019 zum FC Nordsjaelland. Im Januar 2022 kehrte er zurück nach Midtjylland.
Im Juli 2023 wechselte er zum AIK Solna.

### Nationalmannschaft
Thychosen kam zu acht Partien für die dänische U-16-Nationalmannschaft, zehn für die U-17, fünf für die dänische U-18, 13 für die U-19-Nationalelf und vier für die U-20-Auswahl. Am 22. März 2018 spielte er beim 5:0-Testspielsieg in Wiener Neustadt gegen Österreich erstmals für die dänische U-21-Nationalelf.